# Stacy Peralta
Stacy Peralta (* 15. října 1957, Los Angeles, Kalifornie, USA) je americký sportovec, režisér a podnikatel.
Na skateboardu začal jezdit ve svých pěti letech a je považován za jednoho z otců moderní podoby tohoto sportu. První skateboardy se objevily ve Spojených státech během čtyřicátých a padesátých let 20. století mezi kalifornskými surfaři, kteří si vyráběli prkénka s podvozky z kolečkových bruslí. Prkénka ve tvaru surfu jim sloužila jako dopravní prostředek i hračka ve chvíli, kdy nebyly vlny.
Spolu s Jayem Adamsem a Tony Alvou byl jedním z klíčových členů legendárního týmu Z-Boys a prvním z nich, který v rámci propagace skateboardingu uzavřel lukrativní smlouvy. Po třech letech cestování, vystupování v televizních pořadech a několika filmových rolích ve svých devatenácti letech opustil kariéru profesionálního sportovce a stal se spoluzakladatelem společnosti Powell Peralta, zabývající se výrobou skateboardů.
O pět let později se tato firma stala zásadním hybatelem světového skateboardingu. V roce 1984 se začal Peralta věnovat filmové produkci, režii a střihu. Natočil a produkoval firemní videa Bones Brigade Video Show, což mu přineslo nabídky na práce pomocného režiséra filmů: Thrashin‘, Jdi do toho! a Policejní akademie 5. V roce 1990 opustil firmu Powell Peralta a začal se věnovat scenáristické a režijní práci na plný úvazek. Následujících šest let pracoval v oblasti dokumentární, komediální a seriálové tvorby.
V roce 2000 napsal a zrežíroval kritiky ceněný dokument Dogtown and Z-Boys, který o rok později získal ocenění pro nejlepšího režiséra a cenu publika na filmovém festivalu Sundance. O dva roky později obdržel cenu Independent Spirit Award v kategorii nejlepší dokument. V roce 2004 byl na filmovém festivalu Sundance uveden jeho druhý snímek Riding Giants a bylo to poprvé v historii, kdy byl tento festival zahájen dokumentem. Je autorem scénáře k dosud nenatočenému filmu o surfařské legendě Gregu Nollovi. V roce 2005 napsal scénář k filmu Legendy z Dogtownu (režie Catherine Hardwicke), který vypráví příběh skupiny mladých surfařů, která v sedmdesátých letech přivedla k životu nový, revoluční styl skateboardingu. Ve filmu ztvárnil jeho postavu herec John Robinson.